# Cueva Bashian
Bashian es el nombre de una cueva que se encuentra en la costa este de Taiwán en el distrito o condado de Hualien.
Bashian posee un aspecto erosionado distintivo y es famosa por las ruinas que datan de la Edad de Piedra. Hay más de 10 cuevas en el precipicio de 328 metros de altura, cada una de diferente tamaño y profundidad. Originalmente las cavernas estaban por debajo del nivel del mar, permitiendo que las olas les dieran forma, pero ahora se encuentran en un alto acantilado, una prueba de lo cambiante de la superficie de la costa este de Taiwán. 